# Deutsche Romanbibliothek

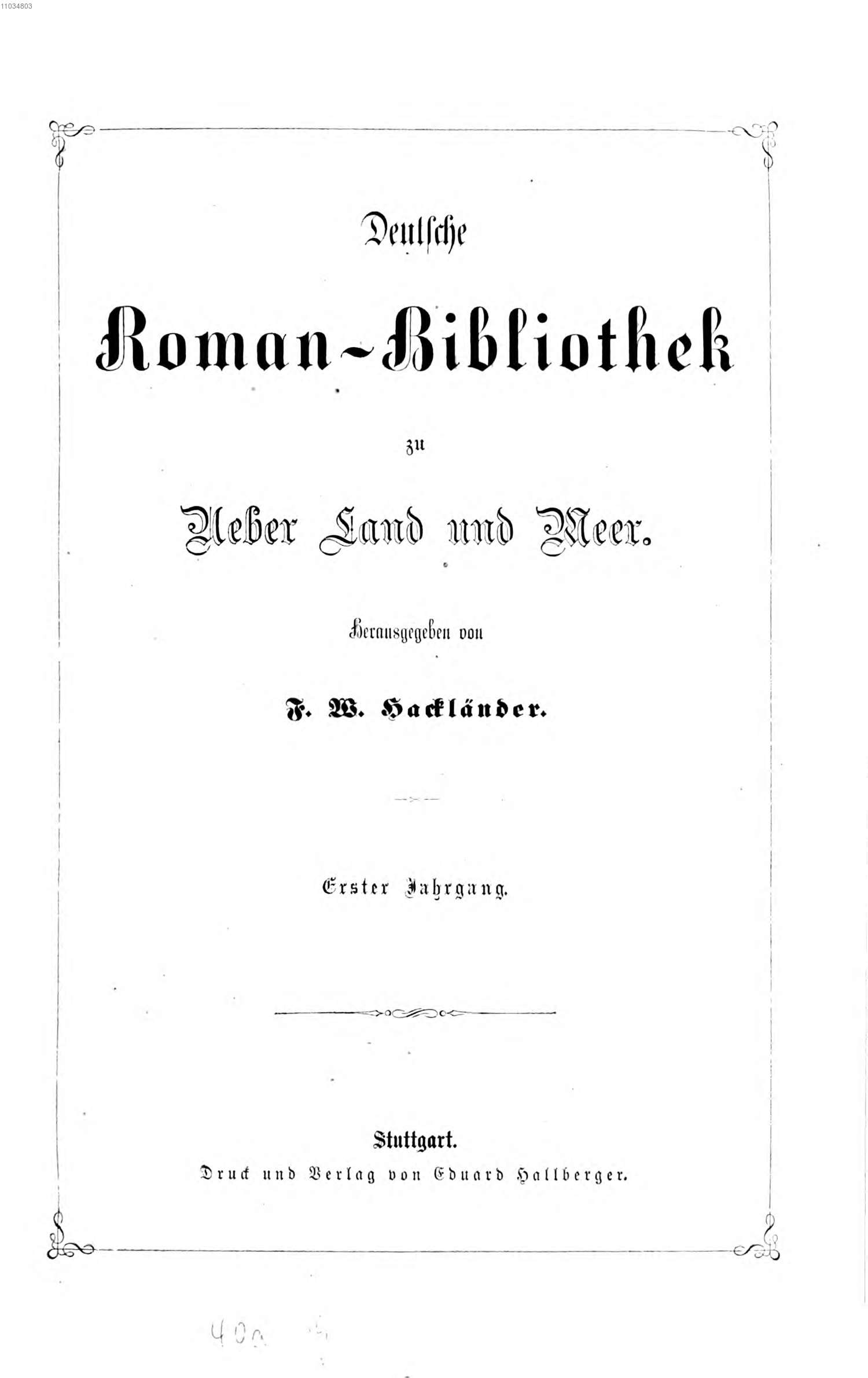
Deutsche Romanbibliothek, 1. Jahrgang 1873, Titelseite.

Die Deutsche Romanbibliothek zu Über Land und Meer, kurz Deutsche Romanbibliothek, war eine wöchentlich erscheinende Literaturzeitschrift, in der Romane in Fortsetzungen abgedruckt wurden. Die Zeitschrift erschien von 1873 bis 1911.

## Beschreibung
Die Romanbibliothek wurde 1873 von Eduard Hallberger als Redakteur und Verleger und von Friedrich Wilhelm Hackländer als Herausgeber in Stuttgart begründet. Sie war eine Ausgründung der illustrierten Zeitschrift „Über Land und Meer“, die in buntem Wechsel Essays, Artikel, Novellen und zwei größere Fortsetzungsromane abdruckte. Die neue Zeitschrift sollte
die Schwesterzeitschrift entlasten und „dem Roman ein eigenes Organ“ schaffen.
Die Wochenzeitschrift erschien in 39 Jahrgängen von 1873 bis 1911, zuerst im Verlag von Eduard Hallberger, ab 1881 in der Deutschen Verlags-Anstalt.
Herausgeber war bis zu seinem Tod 1877 Friedrich Wilhelm Hackländer. Redakteure waren Eduard Hallberger bis zu seinem Tod 1880, dann vorübergehend sein Bruder Karl „Charles“ Hallberger, ab 1881 Edmund Zoller, ab 1885 Otto Baisch und Hugo Rosenthal-Bonin und ab 1892 fünf weitere Redakteure.
Anders als die Schwesterzeitschrift „Über Land und Meer“ war die Romanbibliothek unbebildert. In den einzelnen Jahrgängen wurden zwischen 9 und 14 Romane heftweise in Fortsetzungen abgedruckt. Die Rubrik „Feuilleton“ enthielt als Einsprengsel zwischen den Romanfortsetzungen neue deutsche Gedichte („Aus der neuen deutschen Lyrik“), kurze Lesefrüchte aus ausländischen Druckmedien („Internationale Lesefrüchte“) und in dem Abschnitt „Mosaik“ amüsante Leseschnipsel.
In Editorials der Zeitschrift „Über Land und Meer“ und der Romanbibliothek selbst wurden die Romanautoren als „erste Namen der Romanliteratur“ angepriesen. Tatsächlich waren die Beiträger der Zeitschrift damals bekannte und vielgelesene Autoren, darunter ein Viertel Frauen, die teilweise unter männlichem Pseudonym schrieben. Die Namen dieser Autoren sind heute kaum mehr bekannt. Dieses Schicksal traf auch den Herausgeber Friedrich Wilhelm Hackländer, der den Reigen der Romanhefte mit seinem Roman „Nullen“ 1873 eröffnete und 1876/1877 den Roman „Das Ende der Gräfin Patatzky“ beisteuerte.
Die Deutsche Romanbibliothek war nicht die erste und nicht die letzte Zeitschrift, die sich auf den Abdruck von Romanen spezialisierte. Die „Deutsche Roman-Zeitung“ wurde 1864 begründet und hatte bis 1944 Bestand. Die Zeitschrift „Illustrirte Romane aller Nationen. Unterhaltungsblätter für Jedermann“ erschien von 1881 bis 1894 ebenfalls bei Eduard Hallberger. Die „Romanbibliothek der ‚Gartenlaube‘“ bestand nur 5 Jahre von 1883 bis 1887, „Engelhorn’s allgemeine Roman Bibliothek“ von 1884 bis 1919, „Velhagen & Klasings Roman-Bibliothek“ von 1890 bis 1907 und Cottas „Die Romanwelt. Zeitschrift für die erzählende Literatur aller Völker“ von 1984 bis 1900.
| - Ankündigung der Deutschen Romanbibliothek in Über Land und Meer, 1873. - Deutsche Romanbibliothek, 1873, Seite 1. - Deutsche Romanbibliothek, Inhaltsverzeichnis, 1875, Band 1. |